# 岐阜市立厚見小学校
岐阜市立厚見小学校（ぎふしりつ あつみしょうがっこう）は、岐阜県岐阜市にある公立小学校。

## 概要
- 校庭にスズカケノキ（プラタナス）の巨木があり、校歌にも歌われている。
- 岐阜市立厚見中学校と小中一貫校（岐阜市型小中一貫校舎）となっている。厚見中学校と厚見小学校を合わせて「厚見学園」とも称する。

## 沿革
- 1872年（明治5年）12月22日 - 領下村に日新舎が開校する。
- 1876年（明治9年） - 
  - 日新舎が日新義校に改称する。
  - 下川手村に将覚学校が開校する。
- 1886年（明治19年） - 日新義校が日新簡易科小学校、将覚学校が川手尋常小学校に、それぞれ改称する。
- 1897年（明治30年） - 
  - 領下村、上川手村、下川手村が合併し、厚見村が発足。
  - 日新簡易科小学校が日新小学校に改称する。
- 1898年（明治31年） - 日新小学校と川手尋常小学校が統合され、厚見小学校となる。
- 1898年（明治31年） - 厚見小学校が分立し、日新尋常小学校と川手尋常小学校になる。
- 1912年（明治45年） - 日新尋常小学校と川手尋常小学校が統合され、厚見尋常小学校となる。旧学校は分教室となる。
- 1913年（大正2年） - 現在地に統合校舎が完成。分教室は領下分校、川手分校となり、低学年は各分校、高学年は統合校舎（本校）での授業となる。
- 1920年（大正9年） - 領下分校、川手分校を廃止。
- 1941年（昭和16年）4月1日 - 厚見国民学校に改称する。
- 1947年（昭和22年）4月1日 - 厚見村立厚見小学校に改称する。校舎の一部が厚見村茜部村組合立厚茜中学校厚見教室となる。
- 1952年（昭和27年） - 厚見村八剣村組合立厚八中学校の校舎が完成。厚八中学校厚見教室を廃止。
- 1955年（昭和30年）2月11日 - 厚見村が岐阜市に編入される。同時に岐阜市立厚見小学校に改称する。
- 1965年（昭和40年） - 校舎（鉄筋コンクリート造）が完成。以降1966年～1973年の毎年、及び1980年に校舎の新築・増築を行う。
- 2013年（平成25年） - 岐阜市立厚見中学校との厚見学園コミュニティ・スクールを設置する。
- 2020年（令和2年）4月 - 厚見中学校との岐阜市型小中一貫校となる。
- 2022年（令和4年）4月 - 石長町1-9丁目、木ノ下町1-8丁目、領下7丁目が厚見小学校校区から長森西小学校校区に移る[1]。

## 交通アクセス
- 厚見・茜部ぐるりふれあいバス「厚見公民館前」より徒歩約3分。

## 通学区域
- 朝霧町、石切町、市ノ坪町1-5丁目、神楽町、上川手、光樹町、向陽町、下川手、正法寺町、島原町、城東通1-6丁目、畷町、西明見町、東明見町、宮北町、村里町、薬師町、矢倉町、八坂町、八島町、領下、若杉町、領下1～6丁目、細畑華南（一部）、西川手1-10丁目、東川手1-5丁目[2]。
  - 西明見町の一部、矢倉町、八島町の児童は指定学校変更申立により加納小学校へ、市ノ坪町1-5丁目児童は指定学校変更申立により長森西小学校への変更が可能[3]。

## 進学先中学校
- 岐阜市立厚見中学校